# Hrabstwo Lee (Iowa)

Piramida wieku hrabstwa

Hrabstwo Lee – hrabstwo położone w USA w stanie Iowa z siedzibą w miastach Fort Madison i Keokuk. Założone w 1836 roku.

## Miasta
| - Donnellson - Fort Madison - Franklin - Houghton | - Keokuk - Montrose - St. Paul - West Point |

## Drogi główne
- U.S. Highway 61
- U.S. Highway 136
- U.S. Highway 218
- Iowa Highway 2
- Iowa Highway 16
- Iowa Highway 27

## Sąsiednie Hrabstwa
- Hrabstwo Henry
- Hrabstwo Des Moines
- Hrabstwo Henderson
- Hrabstwo Hancock
- Hrabstwo Clark
- Hrabstwo Van Buren